# Stilon Gorzów Wielkopolski
ZKS Stilon Gorzów Wielkopolski – nieistniejący polski wielosekcyjny klub sportowy z Gorzowa Wielkopolskiego.

## Historia klubu

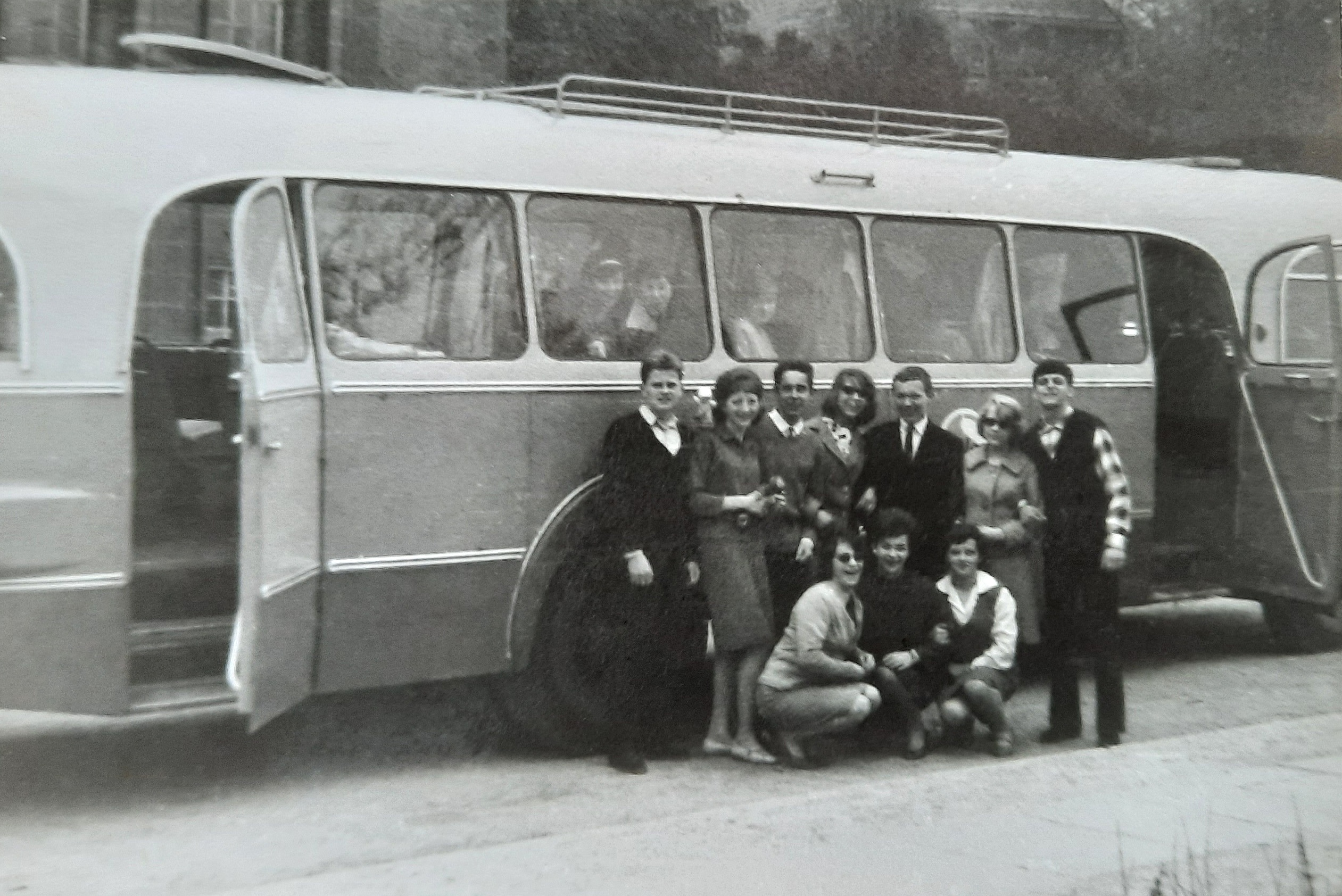
Zawodnicy sekcji pływackiej klubu w 1963 roku

Koło sportowe o nazwie Jedwabnik Gorzów Wielkopolski powstało w 1947 roku, natomiast w sierpniu 1949 roku – po przyjeździe do Gorzowa Wielkopolskiego pracowników z Jeleniogórskich Zakładów Włókien Sztucznych, przekształciło się w zrzeszenie sportowe Włókniarz Gorzów Wielkopolski. Najaktywniejszą działalność przejawiała wówczas sekcja piłkarska.
Na przełomie 1952 i 1953 roku klub przyjął trzecią w historii nazwę: Unia Gorzów Wielkopolski. W tym okresie powstały kolejne sekcje: bokserska, koszykarska, lekkoatletyczna, piłki wodnej, pływacka i siatkarska.
W styczniu 1961 roku klub zmienił nazwę na Zakładowy Klub Sportowy Stilon Gorzów Wielkopolski i obok istniejących utworzono kolejne sekcje: brydża sportowego, szachową, hokeja na lodzie i tenisa stołowego.
Do 1975 roku czyli momentu utworzenia województwa gorzowskiego poziom sportowy wielu sekcji nie uległ znaczącej poprawie, a w kilku dyscyplinach zespołowych zanotowano znaczny regres, połączony nawet z rozwiązaniem sekcji. Sekcja siatkarska po nieudanych próbach awansu do II ligi, oraz koszykarska została przeniesiona do KS AZS AWF.
Druga połowa lat 70. w klubie charakteryzowała się dużym rozwojem niemal wszystkich sekcji. Do największych osiągnięć tamtych lat należą: drugi w historii awans piłkarzy do II ligi, medale pływaków czy tytuły mistrza Polski piłkarzy wodnych.
W międzyczasie poprawiał się stan bazy sportowej klubu. Obok zmodernizowania użytkowanego stadionu piłkarskiego i lodowiska „Lodostil”, powstała wielofunkcyjna hala sportowa i odkryta pływalnia przy ul. Energetyków, co umożliwiło organizację wielu międzypaństwowych imprez sportowych, m.in. meczów młodzieżowych reprezentacji piłki nożnej i siatkarzy oraz Mistrzostw Europy kadetek w koszykówce kobiet i turniejów o waterpolowy Puchar Europy.
Lata 90. przyniosły obok tytułów mistrzowskich szachistów, piłkarek nożnych i piłkarzy wodnych, wysokiego poziomu sportowego (w najwyższej klasie rozgrywkowej występowały również koszykarki oraz siatkarze, natomiast na drugiej klasie rozgrywkowej piłkarze nożni) także problemy finansowe. 11 kwietnia 1996 roku nastąpił rozpad wielosekcyjnego ZKS Stilonu. Powołano nowy Klub Sportowy Stilon – z sekcjami: piłki siatkowej, koszykówki kobiet i tenisem ziemnym, natomiast pozostałe dyscypliny przeszły do nowo powstałych klubów.
15 lutego 2002 roku – po 55 latach istnienia, podjęto uchwałę o postawieniu klubu w stan likwidacji z dniem 1 marca 2002 roku. Obecnie tradycje ZKS Stilonu kontynuują: piłkarski Stilon, klub szachowy KSz Stilon i siatkarski Cuprum Stilon.